# Die Krupps
Die Krupps ist eine deutsche Band aus Düsseldorf, die 1980 gegründet wurde. Sie ist nach der Industriellenfamilie Krupp benannt.

## Geschichte

### Erste Jahre
Die Krupps wurden 1980 von Jürgen Engler und Bernward Malaka (beide Ex-Male) gegründet. Frank Köllges komplettierte vorläufig das Line-up. In dieser Besetzung spielte die Band zusammen mit Xaõ Seffcheque die Ur-Version der Stahlwerksynfonie ein. Ralf Dörper und Eva-Maria Gößling (Ex-Mania D bzw. Blässe) schlossen sich der Band noch kurz vor den Aufnahmen zur ersten LP an, die von Peter Hein finanziert und ko-produziert wurde. Stahlwerksynfonie wurde von Holger Czukay (Can) in dessen Inner Space Studios aufgenommen und von Conny Plank in Wolperath abgemischt. Das Album bietet eine experimentelle Spätform des Krautrock und zeigt Dub- and Jazz-Reminiszenzen. Herkömmliches Instrumentarium wie Gitarre, Bass, Saxofon und Perkussion wurden durch Handwerksutensilien wie Bohrmaschine und Hammer ergänzt. Aus dieser Zeit stammt auch das Markenzeichen der Krupps: das „Stahlofon“. Zielvorstellung war laut Malaka und Engler, eine mit konventionellem Equipment ausgearbeitete, strukturierte und für ein größeres Publikum zugängliche Platte aufzunehmen und nachempfundene Industriegeräusche in den bestehenden Rock-Kontext einzubinden. Ein gleichartiges Konzept verfolgte der Berliner Elektronikproduzent Klaus Schulze bereits ein Jahr zuvor mit seiner Stahlsinfonie im Rahmen der Ars Electronica in Linz. Engler gab später jedoch an, während der Aufnahmen zum Krupps-Debüt von Lou Reeds Album Metal Machine Music inspiriert worden zu sein. Stahlwerksynfonie erschien im Mai 1981 auf Alfred Hilsbergs ZickZack-Label und erlangte international Bekanntheit. Ein Live-Mitschnitt des Auftritts im Krefelder „Haus Blumenthal“ wurde noch im selben Jahr als Beilage der Zeitschrift Rock Magazine in Japan veröffentlicht.
War die Musik der Krupps zu Beginn noch eine Mischung aus Avantgarde- und Free-Improvisation-Elementen, die den Arbeiteralltag in einer Stahlfabrik nachempfanden, dominierte seit dem zweiten Longplayer Volle Kraft voraus! der rhythmisch-maschinelle Aspekt (Synthesizer-Sequenzen) in Verbindung mit agitatorischen Vocals. Dieses Album und insbesondere die Single Wahre Arbeit – Wahrer Lohn beeinflusste die Entstehung der Electronic Body Music wesentlich. Nach dem englischsprachigen Mini-Album Entering the Arena herrschte ab Mitte der 1980er Jahre allerdings Funkstille. Jürgen Engler widmete sich seinem Label Atom H, das sich überwiegend auf Thrash Metal und Crossover spezialisierte. Ralf Dörper, der schon während Volle Kraft voraus! die Band verließ, hatte mit seiner Popband Propaganda international Charterfolge mit Hits wie Dr. Mabuse oder P-Machinery.

### Neubeginn ab 1989
1989 initiierte Dörper die Zusammenarbeit mit dem englischen Projekt Nitzer Ebb und so die Reunion der Krupps. The Machineries of Joy, eine Neuaufnahme des Klassikers Wahre Arbeit – Wahrer Lohn, enterte als klassischer EBM-Titel die US-Billboard-DanceCharts.
Nach diesem geglückten Start steigerten die Krupps ihre Aktivitäten. Als Produzenten-Team etablierten sich zu dem Zeitpunkt auch das Gespann Jürgen Engler und Chris Lietz, das für sämtliche nachfolgenden Veröffentlichungen verantwortlich zeichnete. Auch die Single Germaniac – eine kritische Abrechnung mit der deutschen Wiedervereinigung – begeisterte die Anhänger der Electronic Body Music.

#### Stilwechsel: Die Zeit von 1992 bis 2005

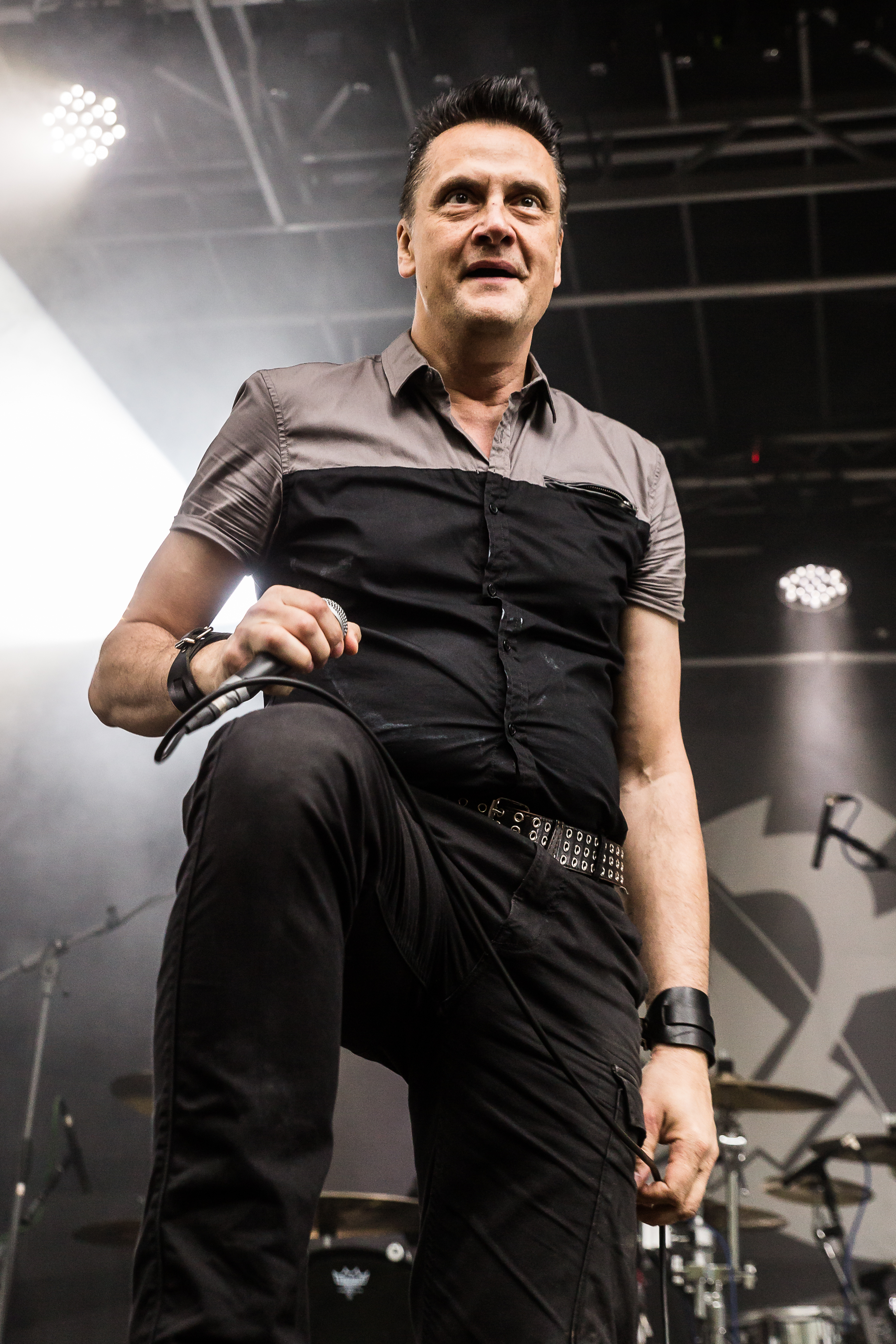
Sänger Jürgen Engler auf dem Nocturnal Culture Night 2018

Im Jahre 1992 begann Engler mit dem Erscheinen des Albums I, auf dem auch Gitarristen der Metal-Band Accu§er mitwirkten, einen Stilwechsel zu vollziehen. Neben Oomph! waren Die Krupps eine der ersten Bands, die EBM-Sequenzen mit Groove-Metal-Gitarren kreuzten und damit einige Grundeigenschaften der Neuen Deutschen Härte vorwegnahmen. Schon zuvor hatten die Krupps der Metal-Band Metallica mit einer voll elektronischen EP von Coverversionen ihren Tribut gezollt. Repräsentativ für diese Fusion ist Metal Machine Music, wobei die Original-Version des Stücks noch im ursprünglichen EBM-Stil produziert wurde (anschließend jedoch nur als Exklusiv-Version den Weg auf die Compilation Body Rapture II fand). Auch die darauf folgenden Alben zeigten die stilistische Annäherung an Thrash-Metal-Bands wie Prong oder Exhorder. Für das 1994er Album The Final Remixes steuerten Bands wie Pro-Pain, Biohazard, KMFDM, Paradise Lost und The Sisters of Mercy einige Remixe bei.
Nach dem Album Paradise Now (1997) schienen die Bandmitglieder Engler, Dörper, Esch getrennte Wege zu gehen.

#### Rückkehr zum alten Stil ab 2005
Nach mehrjähriger Pause gaben Die Krupps 2005/2006 in neuer Besetzung, aber mit den Ur-Mitgliedern Engler, Dörper und Esch, zum 25-jährigen Jubiläum der Band einige Konzerte u. a. in Moskau, Stockholm, Rakvere (Estland) und Berlin. Sowohl diese als auch nachfolgende Konzerte insbesondere in den Jahren 2008 und 2011 waren geprägt von einer Besinnung auf die frühen Jahre der Band. Anders als in den Jahren 1992 bis 2005 wurden wieder vermehrt ältere Stücke live gespielt, die zwar neu bearbeitet, klanglich aber stark an den Sound der frühen Jahre angelehnt waren – was sich unter anderem auch in der Rückkehr des Stahlofons und dem teilweise völligen Verzicht auf die Benutzung von Gitarren widerspiegelte.
2006 erschien eine limitierte Single-CD zur 25-Jahre-Tour mit einem Remake von Machineries of Joy (mit Gitarren und dem original Gesang des Nitzer-Ebb-Sängers Douglas McCarthy) und mit einer Coverversion des Visage-Klassikers Der Amboss, in Kooperation mit der britischen Band Client. Ende Oktober 2007 veröffentlichten Die Krupps mit Too Much History gleich drei Best-of-Alben, alle als Digipak, aufgeteilt in The Electro Years (Vol. 1) und The Metal Years (Vol. 2) und eine Doppel-CD namens Too Much History – Limited Edition, die sowohl The Electro Years als auch The Metal Years enthält. Alle Songs sind dabei neu eingespielt, neben großen Hits wie To the Hilt, Metal Machine Music und Machineries of Joy befindet sich auch ein neuer Song in dieser Sammlung.
Im Jahr 2010 erschien das Mini-Album Als Wären Wir Für Immer mit 4 neuen Titeln, einer Neuaufnahme des Propaganda-Klassikers 'Dr. Mabuse' und 2 Remixen. Im Jahr 2012 erschien die Single Industriemädchen, eine Cover-Version des S.Y.P.H.-Klassikers, die den ab 2005 eingeschlagenen Weg zurück zum Stil der frühen Jahre der Krupps sowohl musikalisch als auch inhaltlich fortsetzt. Das 2013 erschienene Album The Machinists of Joy bezieht sich mit Titeln wie The Machinist of Joy und Schmutzfabrik musikalisch und inhaltlich stark auf frühere Werke der Band. Die Stücke Essenbeck und Im Schatten der Ringe stellen dabei auch erstmals wieder direkte inhaltliche Bezüge zur Geschichte der Industriellen-Dynastie Krupp auf. Der erfolgreiche Videoclip zu Nazis on Speed greift thematisch den Drogenkonsum von Kampfpiloten im Zweiten Weltkrieg auf.
Das 2015 erschienene Album V - Metal Machine Music stellt die Fortsetzung der I-, II-, III-Reihe dar (wobei Paradise Now von Engler zum inoffiziellen IV erklärt wurde), weil die Gitarre als Instrument wieder im Vordergrund steht. Das Album enthält eine Neuaufnahme des letzten vor der temporären Bandauflösung veröffentlichten Liedes The Vampire Strikes Back. Auf der limitierten Bonus-CD finden sich Demo-Aufnahmen zum Album und Remixe von Darkhaus und Faderhead, letzterer produzierte auch die Promoclips zu Kaltes Herz und Road Rage Warrior.

## Konzept und Image

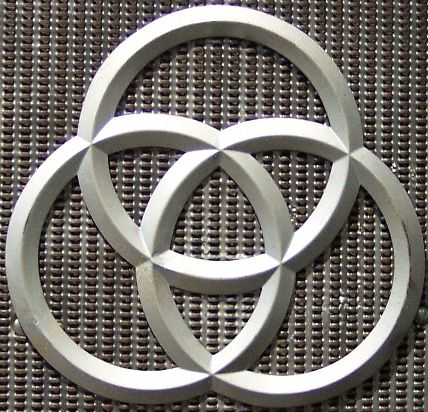
Firmenlogo des Stahlkonzerns Krupp, von dem das Bandlogo entlehnt wurde

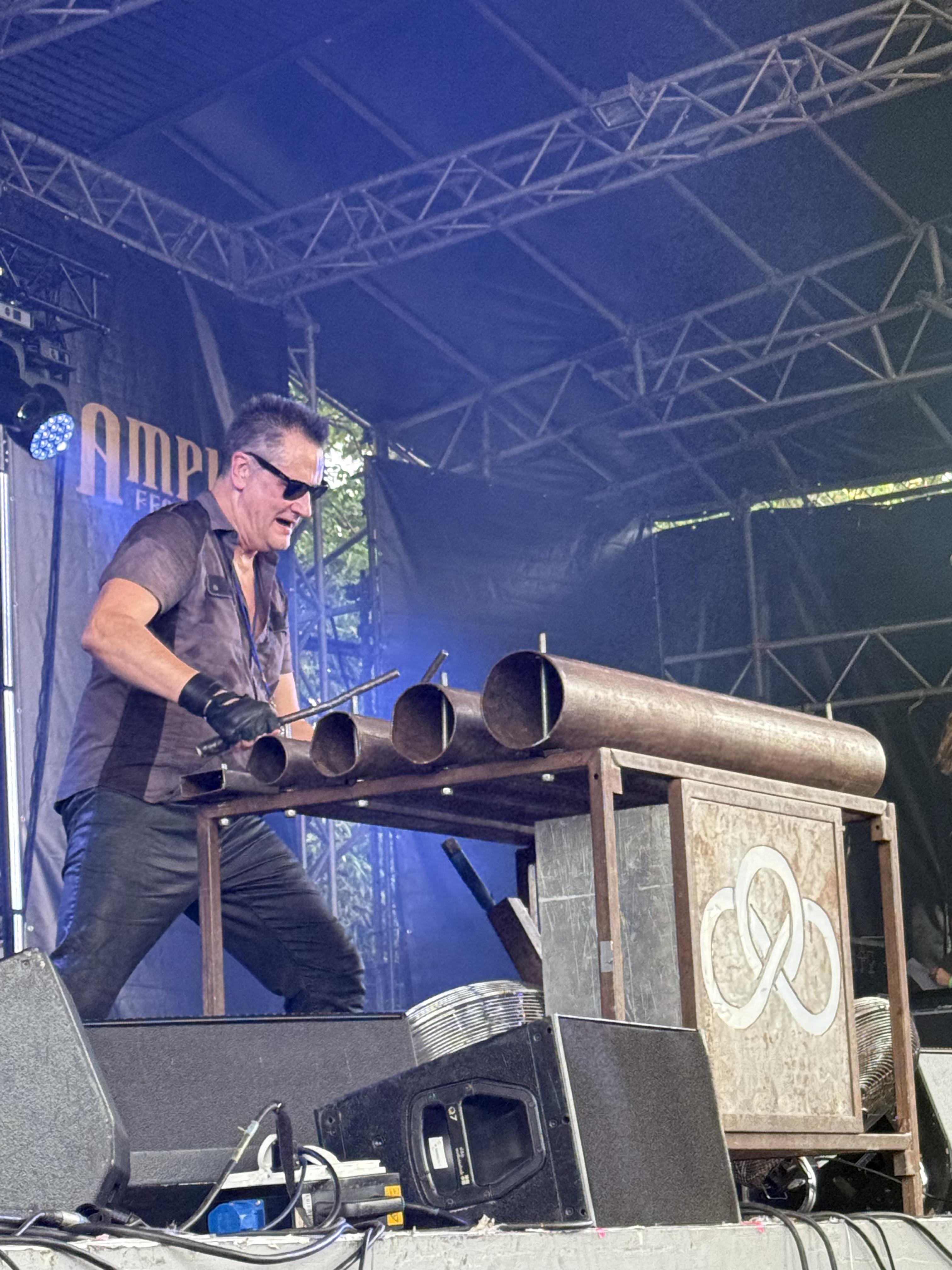
Das Stahlophon im Einsatz beim Amphi Festival 2025 (Köln)

### Texte
Die Songtexte der Krupps, vor allem aber auch deren Verbindung mit den dazugehörigen Cover-Artworks und den Liveperformances der Band, greifen Elemente der Industriekultur und in diesem Kontext auch der Heroisierung des Arbeitertums auf. In diesem Zusammenhang ist auch die Benutzung des Firmenlogos des Stahlkonzerns Krupp als Logo der Band zu sehen. Die „Drei Ringe aus Stahl“ sind auch Gegenstand des Songs The Rings of Steel auf dem Album I.
Der Musikjournalist Chris Bohn (alias Biba Kopf) umschrieb die künstlerisch-konzeptionelle Idee der Krupps 1991 dahingehend, dass sie „die weltweite Außenwahrnehmung Deutschlands propagieren und gleichzeitig parodieren“, indem sie die (vorgestellten) internationalen Erwartungen an deutsche Popmusik dadurch befriedigten, dass sie die Klischees einer angeblichen deutschen Leidenschaft für „Schweiß und Arbeit“ in tanzbare Discomusik umsetzten.

### Stahlofon
Stilprägend für den Sound und die Bühnenperformance der Krupps war in der Frühzeit insbesondere die Nutzung eines von Engler gebauten und gespielten Instruments namens Stahlofon („a cross between a xylophone and a railroad track“), bei dem mit Eisenstäben auf Stahlrohre unterschiedlichen Durchmessers geschlagen wurde, um entsprechend durchdringende metallische Klänge in unterschiedlicher Tonhöhe zu erzeugen.

## Einfluss
Manche Medien sehen in den Krupps einen Vorläufer der Neuen Deutschen Härte, da diese prägende Stilelemente und Sounds, mit denen Rammstein Jahre später erfolgreich werden sollten, bereits Anfang der 80er vorweggenommen haben. Rammstein selbst zollten den Krupps Tribut, als sie für die Melodie des Songs Tier auf den Krupps-Song The Dawning of Doom zurückgriffen. Deshalb wird unter anderem im Abspann von Live aus Berlin Jürgen Engler als Komponist genannt.

## Diskografie

### Studioalben
| Jahr | Titel                     | Höchstplatzierung, Gesamtwochen, AuszeichnungChartplatzierungen (Jahr, Titel, Platzierungen, Wochen, Auszeichnungen, Anmerkungen) | Höchstplatzierung, Gesamtwochen, AuszeichnungChartplatzierungen (Jahr, Titel, Platzierungen, Wochen, Auszeichnungen, Anmerkungen) | Höchstplatzierung, Gesamtwochen, AuszeichnungChartplatzierungen (Jahr, Titel, Platzierungen, Wochen, Auszeichnungen, Anmerkungen) | Anmerkungen                             |
| Jahr | Titel                     | DE | AT | CH | Anmerkungen                             |
| ---- | ------------------------- | --- | --- | --- | --------------------------------------- |
| 1993 | II – The Final Option     | DE93 (3 Wo.)DE | — | — | Erstveröffentlichung: November 1993     |
| 1994 | Final Remixes             | DE92 (3 Wo.)DE | — | — | Erstveröffentlichung: November 1994     |
| 1995 | III – Odyssey of the Mind | DE18 (13 Wo.)DE | AT25 (9 Wo.)AT | CH41 (4 Wo.)CH | Erstveröffentlichung: Juli 1995         |
| 1997 | Paradise Now              | DE21 (9 Wo.)DE | AT26 (5 Wo.)AT | — | Erstveröffentlichung: April 1997        |
| 2015 | V-Metal Machine Music     | DE49 (1 Wo.)DE | — | — | Erstveröffentlichung: August 2015       |
| 2019 | Vision 2020 Vision        | DE71 (1 Wo.)DE | — | — | Erstveröffentlichung: 15. November 2019 |

Weitere Veröffentlichungen
- 1981: Stahlwerksynfonie (LP/CD; Zickzack)
- 1982: Volle Kraft voraus! (LP/CD; WEA Records)
- 1985: Entering the Arena (LP/CD; Statik Records)
- 1992: I (LP/CD; Our Choice / Rough Trade Records)
- 1992: A Tribute to Metallica (CD; Our Choice / Rough Trade Records)
- 2013: The Machinists of Joy (Doppel-CD; Synthetic Symphony / SPV)
- 2016: Stahlwerkrequiem (LP/CD; Bureau B / Tapete Records)
- 2021: Songs from the Dark Side of Heaven (LP/CD/Download; Oblivion / SPV)

### Konzertalben
- 2016: Live im Schatten der Ringe (CD+DVD/Blu-ray; AFM Records / Soulfood)

### Kompilationen
- 1991: Metall Maschinen Musik 91-81 Past Forward (2LP/CD; The Grey Area / Our Choice / Rough Trade Records)
- 1993: Die Krupps (limitierte Box mit 3CDs; Our Choice / Rough Trade Records / Energy Rekords)
- 1996: Metalmorphosis of Die Krupps '81-'92 (CDR; Cleopatra)
- 1997: Foundation (CD; Captain Trip Records)
- 2007: Too Much History – Vol. 1 The Electro Years (CD; AFM Records / Soulfood)
- 2007: Too Much History – Vol. 2 The Metal Years (CD; AFM Records / Soulfood)
- 2007: Too Much History – Limited Edition (Doppel-CD; AFM Records / Soulfood)
- 2009: Volle Kraft Null Acht (Remix-CD; Synthetic Symphony / SPV)

### EPs
- 2010: Als wären wir für immer (CD; Synthetic Symphony / SPV)

### Singles
- 1981: Wahre Arbeit, Wahrer Lohn (LP/CD; Zickzack)
- 1982: Wahre Arbeit, Wahrer Lohn (7" Vinyl; Zickzack)
- 1982: Goldfinger (7"/12" Vinyl; WEA)
- 1985: Risk (7" Vinyl; Victoria) Exklusiv in Spanien erschienen.
- 1989: Machineries of Joy (feat. Nitzer Ebb; 7″, 12″, Remix 12″; BCM Records)
- 1990: Germaniac (12″/MCD; Metal Machine Music / Strange Records)
- 1991: Germaniac 2001 (12"/MCD; Our Choice / Rough Trade Records)
- 1992: Metal Machine Music (feat. Accuser; 12″/MCD, Our Choice / Rough Trade Records)
- 1992: The Power (12″/MCD; Our Choice / Rough Trade Records)
- 1993: Fatherland (12″/MCD, Our Choice / Rough Trade Records)
- 1993: Enter Sandman / One (12"; Hollywood Records)
- 1994: To the Hilt (12″/MCD, Our Choice / Rough Trade Records)
- 1994: Crossfire (12"/MCD, Our Choice / Rough Trade Records)
- 1994: Bloodsuckers (12″/Doppel-MCD; Our Choice / Rough Trade Records)
- 1995: Isolation (12″/MCD; Our Choice / Rough Trade Records)
- 1995: Scent (MCD; Our Choice / Rough Trade Records)
- 1997: Fire (feat. The Crazy World of Arthur Brown; MCD; Our Choice / Rough Trade Records)
- 1997: Rise Up (12″/MCD; Our Choice / Rough Trade Records)
- 1997: Black Beauty, White Heat (MCD; Our Choice / Rough Trade Records)
- 2005: Die Krupps 25 (CDR; Limitiert im Eigenvertrieb)
- 2005: Das Ende der Träume (CDR; SPV)
- 2005: Wahre Arbeit Wahrer Lohn (Remix feat. Douglas McCarthy); MCD)
- 2011: Join in the Rhythm of Machines (feat. Nitzer Ebb (MCD; Major Records)
- 2012: Industrie-Mädchen (MP3/WAV; Synthetic Symphony / SPV)
- 2013: Risikofaktor (12"/MCD; Synthetic Symphony / SPV)
- 2014: Robo Sapien (limitierte 12"/MP3; Oblivion / SPV)
- 2015: Battle Extreme / Fly Martyrs Fly (CD; Oblivion / SPV)
- 2016: Kaltes Herz (MP3; Oblivion / SPV)
- 2016: Alive in a Glass Cage (feat. Caliban; CD; Oblivion / SPV)
- 2020: Chinese Black (The Neon Judgement-Cover, feat. Jyrki 69; CD; Cleopatra Records)

### Sonstige Veröffentlichungen
- 1981: 6 Jun 1981 at Krefeld Haus Blumenthal (Konzertmitschnitt von Stahlwerksinfonie; Vanity Records)
- 1991: Germaniac / Wahre Arbeit, Wahrer Lohn (12" Vinyl; Rough Trade Records)
- 1993: Nothing Else Matters / Enter Sandman (Promo-CD)
- 1993: Stahlwerksinfonie & Wahre Arbeit - Wahrer Lohn (2LP; Our Choice / Rough Trade Records)
- 1994: Fatherland / To the Hilt (Final Remixes) (12″; Cleopatra)
- 1995: Fatherland / Bloodsuckers (Promo-MCD; Cleopatra)
- 1995: The Remix Wars: Strike 2 (Front Line Assembly Vs. Die Krupps; 12"/CD; Off Beat / Westcom)

### Musikvideos
Neben den folgend aufgelisteten, offiziellen Musikvideos existieren noch sogenannte offizielle Fan-Videos, Musikvideos, die von Fans der Band produziert wurden und von Die Krupps akzeptiert und beworben werden.
- 1992: The Machineries of Joy
- 1993: Crossfire (Regie: Joseph Kahn)
- 1993: Fatherland (Regie: Joseph Kahn)
- 1993: To the Hilt (Regie: Joseph Kahn)
- 1994: Bloodsuckers (feat. Biohazard; Regie: Joseph Kahn)
- 1995: Isolation
- 1995: Scent
- 1997: Fire (feat. The Crazy World Of Arthur Brown)
- 2013: Risikofaktor (Regie: Rogelio Salinas)
- 2013: Nazis auf Speed (Regie: Philipp Virus)
- 2014: Robo Sapien (Regie: Jay Gilian)
- 2016: Kaltes Herz (Regie: Sami Yahya)
- 2016: Road Rage Warrior (Regie: Sami Yahya)
- 2016: Alive in a Glass Cage (feat. Caliban; Regie: Sami Yahya)
- 2019: Welcome to the Blackout
- 2020: Chinese Black (feat. Jyrki69; Regie: Vicente Cordero)

## Hommage
Ralf Dörper soll einem Text der Band Die Ärzte zufolge einen „süßen Körper“ haben. Wörtlich heißt es im Lied Meine Ex(plodierte Freundin):

„Sie hatte einen süßen Körper – so wie der Eine von den Krupps.
Wie hieß er noch? – Dörper.“

(Wobei „Dörper“ laut Booklet von Ralf Dörper selbst gesprochen wird)
Und Jürgen Engler soll einem Text der Band Die Toten Hosen zufolge eine „Party“ gegeben haben. Wörtlich heißt es im Lied Jürgen Engler gibt ne Party:

„Jürgen Engler gibt ’ne Party,
und – wir kommen nicht rein.“

Als Reaktion veröffentlichte Englers Punkband Male 1991 ein Lied namens „Die Toten Hosen ihre Party“ auf der gleichnamigen EP, dessen Refrain lautet:

„Die Toten Hosen geben ’ne Party,
und – wir kommen nicht rein.“

Einem Interview mit Jürgen Engler auf der Homepage der Toten Hosen zufolge entstand das Lied in Anspielung auf Englers damalige Umorientierung von Punk hin zu elektronischer Musik. Engler liefert zudem eine weitere Erklärung: „Campino hat mir letztens gestanden, dass er wohl zu der Zeit auf meine Freundin scharf war (lacht).“